# Asociación de Fútbol de Ghana
La Asociación de Fútbol de Ghana (en inglés Ghana Football Association) es el organismo del fútbol de Ghana, con sede en Acra. Fue fundada en 1957 y afiliada a la FIFA en 1958. Es miembro de la Confederación Africana de Fútbol (CAF) desde 1958 y está a cargo de todas las categorías inferiores y a la Selección de fútbol de Ghana.

## Torneos de clubes
- Liga de fútbol de Ghana (16 equipos de Primera División)
- Ghana Football Leagues divididas por :
  - Division One League (equipos de Segunda División)
  - Division Two League (equipos de Tercera División)

## Acusaciones de corrupción en la organización de amistosos
Una investigación conjunta de Channel 4 y The Telegraph concluyó que varios miembros de la Federación de Ghana, incluido su presidente Kwesi Nyantakyi, aceptaron pactar resultados de amistosos internacionales de la selección ghanesa. Según el propio medio, estas acusaciones conciernen sólo amistosos, en ningún caso los partidos del Mundial de Brasil 2014. Kwesi Nyantakyi, presidente de la federación, negó completamente los hechos alegando que el reportaje está repleto de "medias verdades y medias mentiras", ya que "no es cierto que hayamos pactado con las personas que querían pactar resultados" y añadió que "no hay ningún motivo de alarma, ya que hasta donde yo sé, nada inconveniente que implique a mi persona o a la federación ha sucedido en la organización de amistosos".